# Battaglia di Lannoy
La battaglia di Lannoy fu uno scontro che ebbe luogo il 29 dicembre 1566 a Lannoy, all'epoca parte dei Paesi Bassi asburgici, tra le forze dei ribelli calvinisti e quelle della Spagna.

## Antefatto
Dopo che due giorni prima un esercito di ribelli calvinisti al comando di Jan Denys era stato sconfitto nella battaglia di Wattrelos dal generale spagnolo Maximilian Vilain e da Philippe de Noircarmes, il governatore dell'Hainaut decise di attaccare il grosso delle forze calviniste al comando di Pierre Cornaille nei pressi di Lannoy. Cornaille, come Denys, aveva intenzione di portarsi in soccorso della città di Valenciennes, assediata dalle truppe governative, salvando così anche i pastori protestanti Guido de Brès e Peregrin de la Grange che in essa avevano trovato rifugio. L'esercito ribelle, ad ogni modo, era composto da volontari assolutamente impreparati e disorganizzati per la guerra, accomunati unicamente dalla fede protestante e dal desiderio di aiutare i loro compagni di fede assediati.

## La battaglia
Noircarmes decise di attaccare i protestanti di Cornaille e, durante il primo attacco, già riuscì a rompere la formazione del nemico. Diversi furono i soldati ribelli a darsi alla fuga. Più della metà degli olandesi morì o venne inseguita sino al vicino fiume. Secondo fonti cattoliche, 2600 furono i morti, ma il protestante La Barre testimoniava la morte di "700 o 800 ugonotti". In ogni caso, questa sconfitta fu dura per i ribelli dei Paesi Bassi meridionali, molte volte più pesante di quella subita a Wattrelos.

## Conseguenze
La vittoria a Lannoy venne celebrata anche a Roma con una processione e un solenne Te Deum, e la maggioranza della nobiltà olandese ne fu soddisfatta: il conte di Egmont decise che era giunto il momento di affrontare il calvinismo anche altrove nelle Fiandre e nell'Artois, precisando ad ogni modo che le armi dovevano essere impugnate unicamente contro i protestanti per non aggravare la ribellione. Pochi giorni dopo, Noircarmes riconquistò ai ribelli la città di Tournai e Valenciennes venne infine costretta ad arrendersi il 24 marzo 1567, dopo che i ribelli vennero sconfitti per la terza volta sul campo a Oosterweel.